# 摩利支天塚古墳
摩利支天塚古墳（まりしてんづかこふん）は、栃木県小山市飯塚にある古墳。形状は前方後円墳。国の史跡に指定されている。
栃木県では第3位の規模の古墳で、5世紀末（古墳時代中期）の築造とされる。

## 概要
栃木県南部、思川・姿川に挟まれた台地上に築かれた古墳である。古墳は前方部を南西に向ける。墳丘は自然の微高地を利用して築かれており、墳丘上には円筒埴輪が列をなして存在している。築造時期については、古墳の形状や出土埴輪から5世紀末とされる。
本古墳の北方には同じく大規模古墳である琵琶塚古墳があり、ともに下毛野地域を代表する首長墓とされる。両古墳築造後も、思川・姿川間の台地の北方では「下野型古墳」と呼ばれる独特の前方後円墳群が営まれていった。
古墳域は1978年（昭和53年）7月21日に国の史跡に指定され、2002年（平成14年）9月20日に史跡範囲が追加指定された。

## 墳丘
墳丘の規模は次の通り。
- 墳丘長：約117メートル
- 後円部 - 2段築成。
  - 直径：約70メートル
  - 高さ：約10メートル
- 前方部 - 2段築成。中央が尖る剣菱形。
  - 幅：約75メートル
  - 高さ：約7メートル

墳丘の周りには幅約20メートルの周堀が巡らされ、一部は二重である。

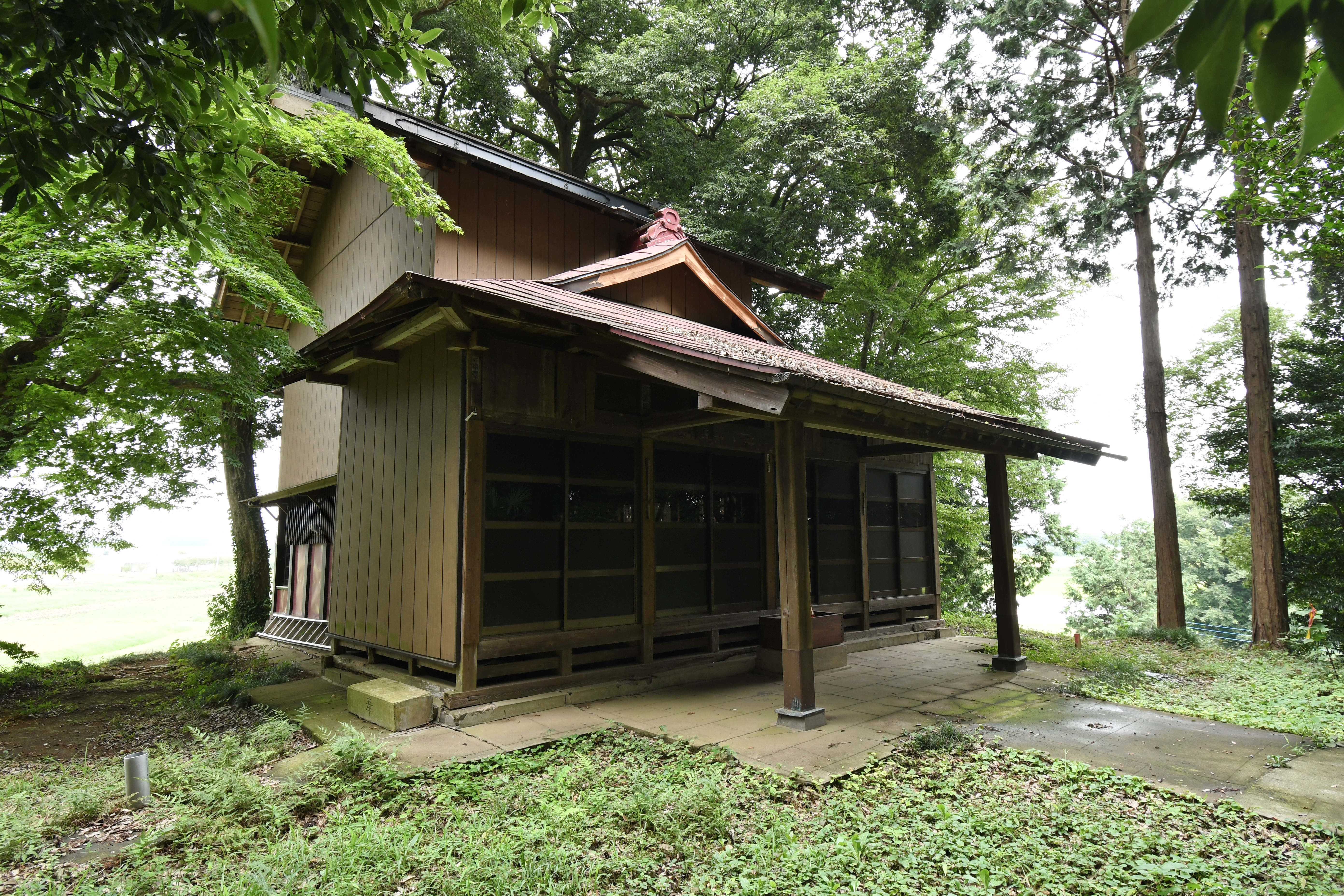
後円部墳頂の摩利支天社
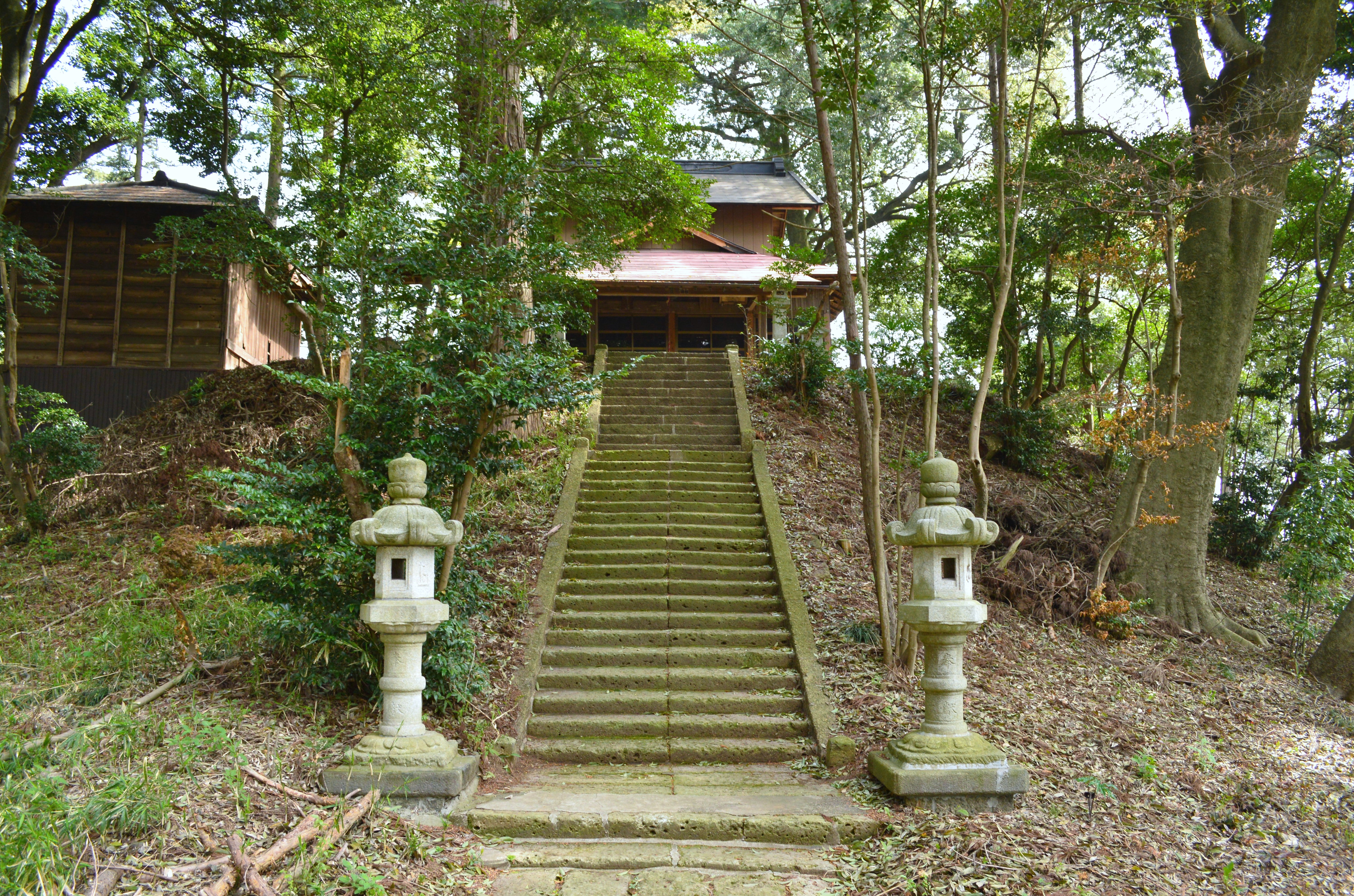
後円部墳丘
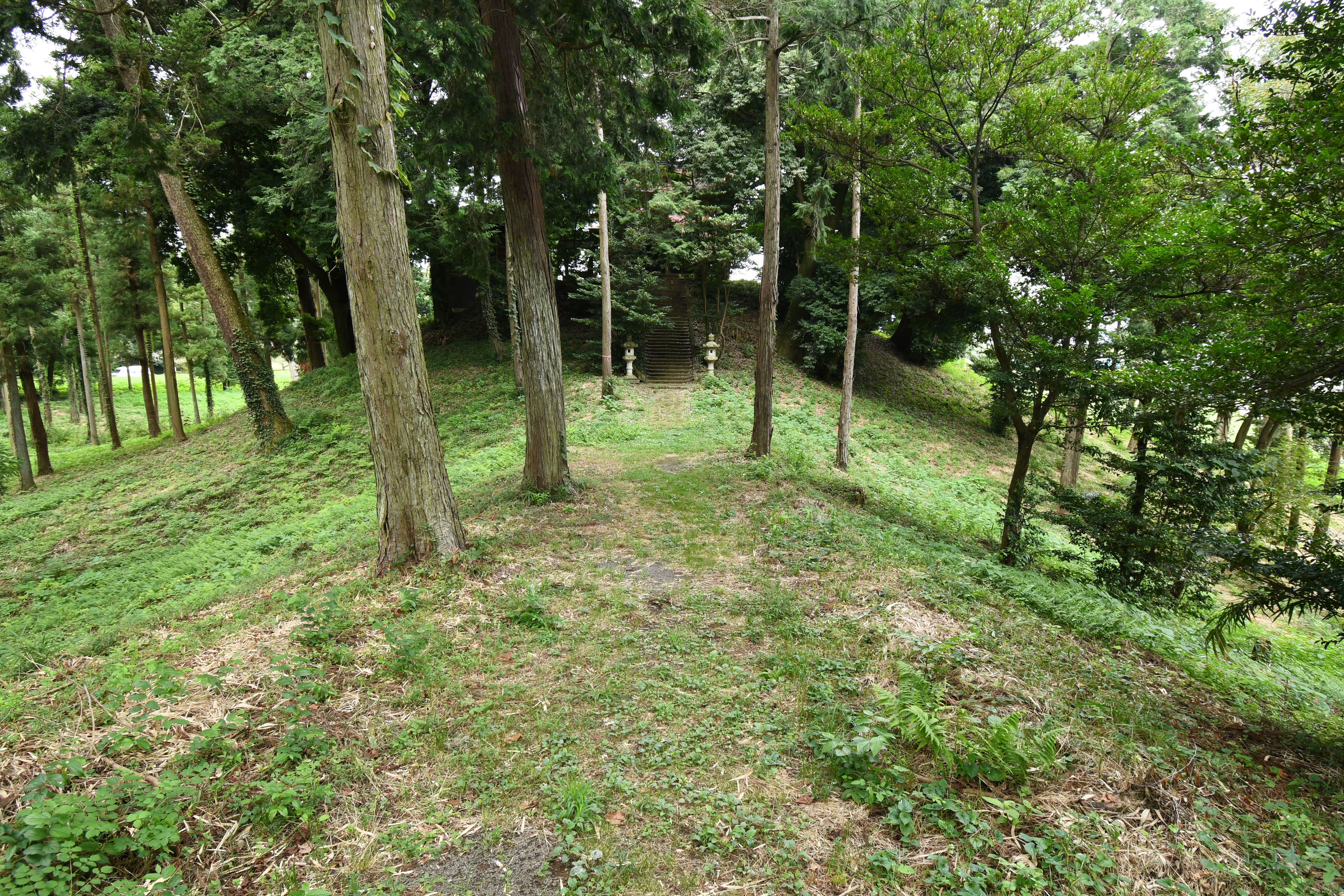
前方部から後円部を望む
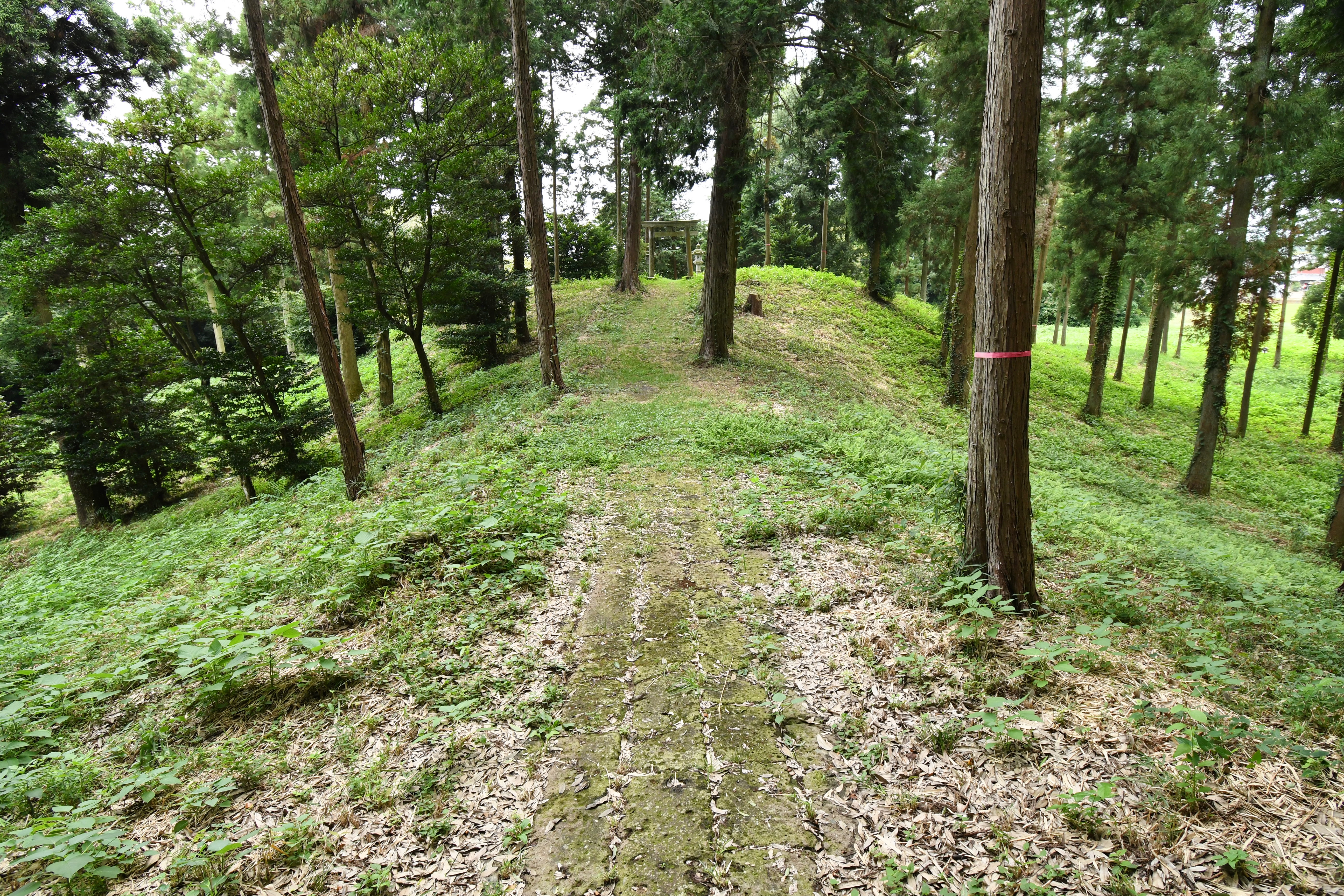
後円部から前方部を望む
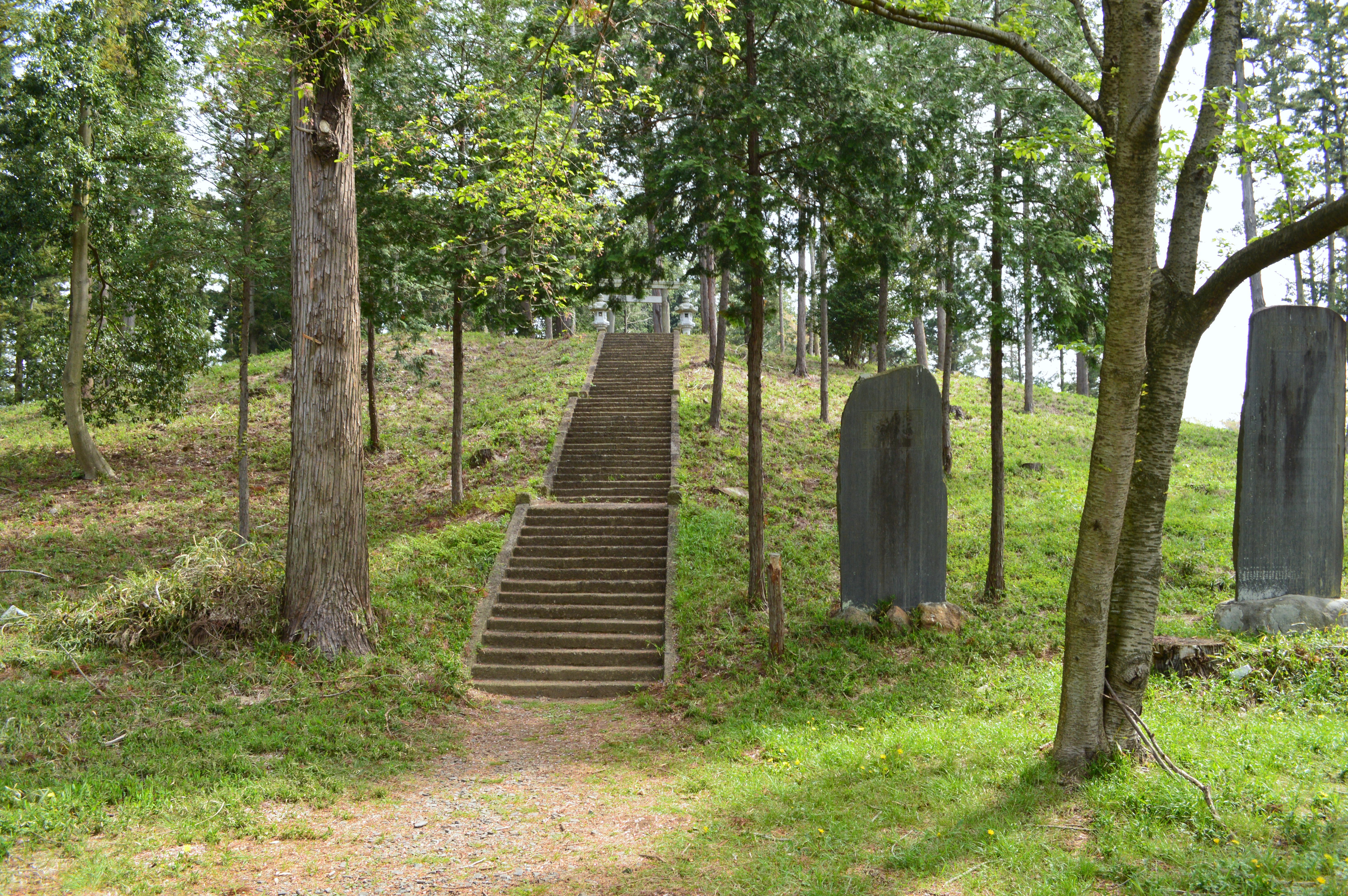
前方部入り口
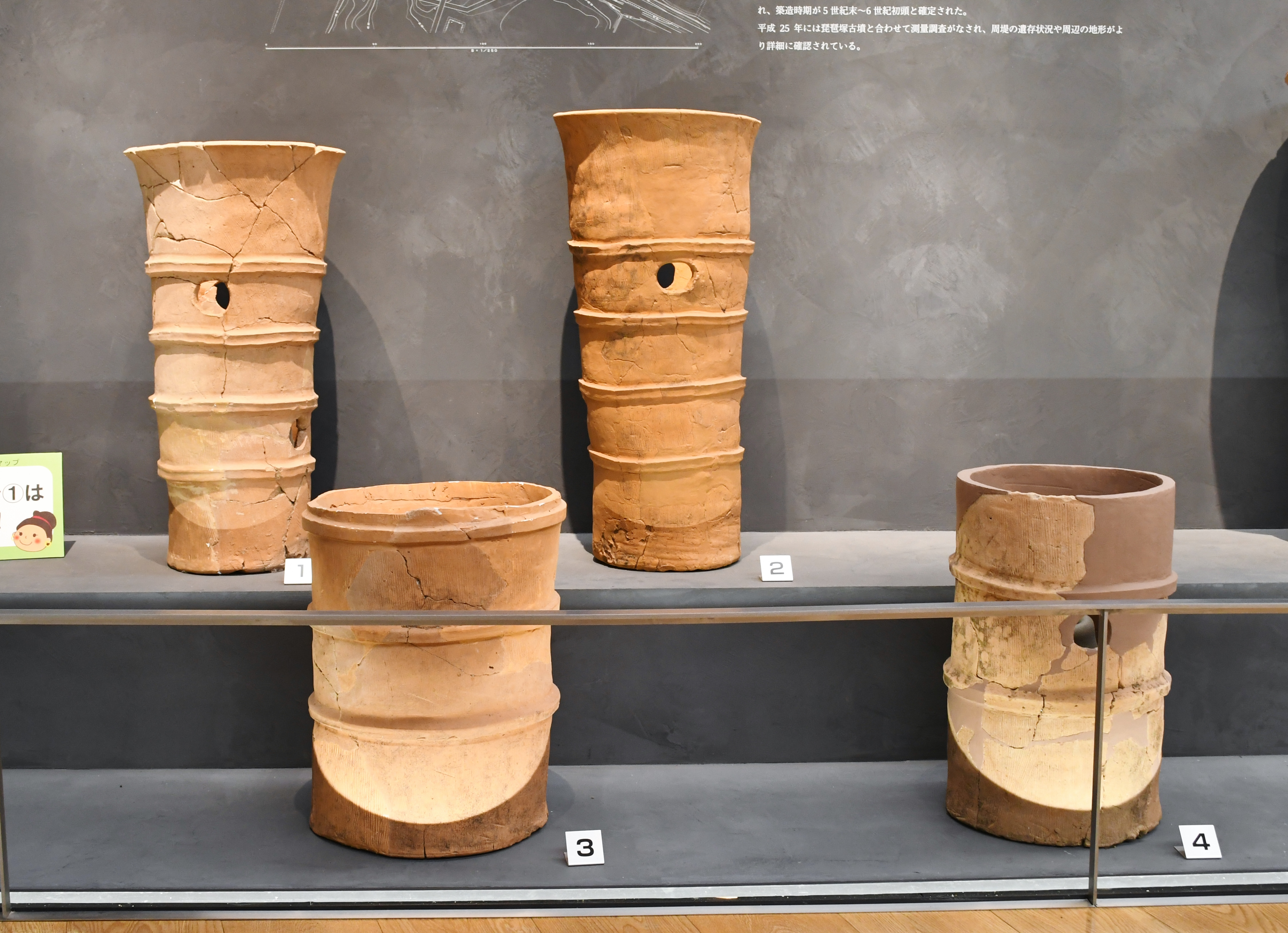
円筒埴輪 国史跡 摩利支天塚・琵琶塚古墳資料館展示。

## 文化財

### 国の史跡
- 摩利支天塚古墳 - 1978年（昭和53年）7月21日指定、2002年（平成14年）9月20日に史跡範囲の追加指定[6]。

## 周辺の古墳

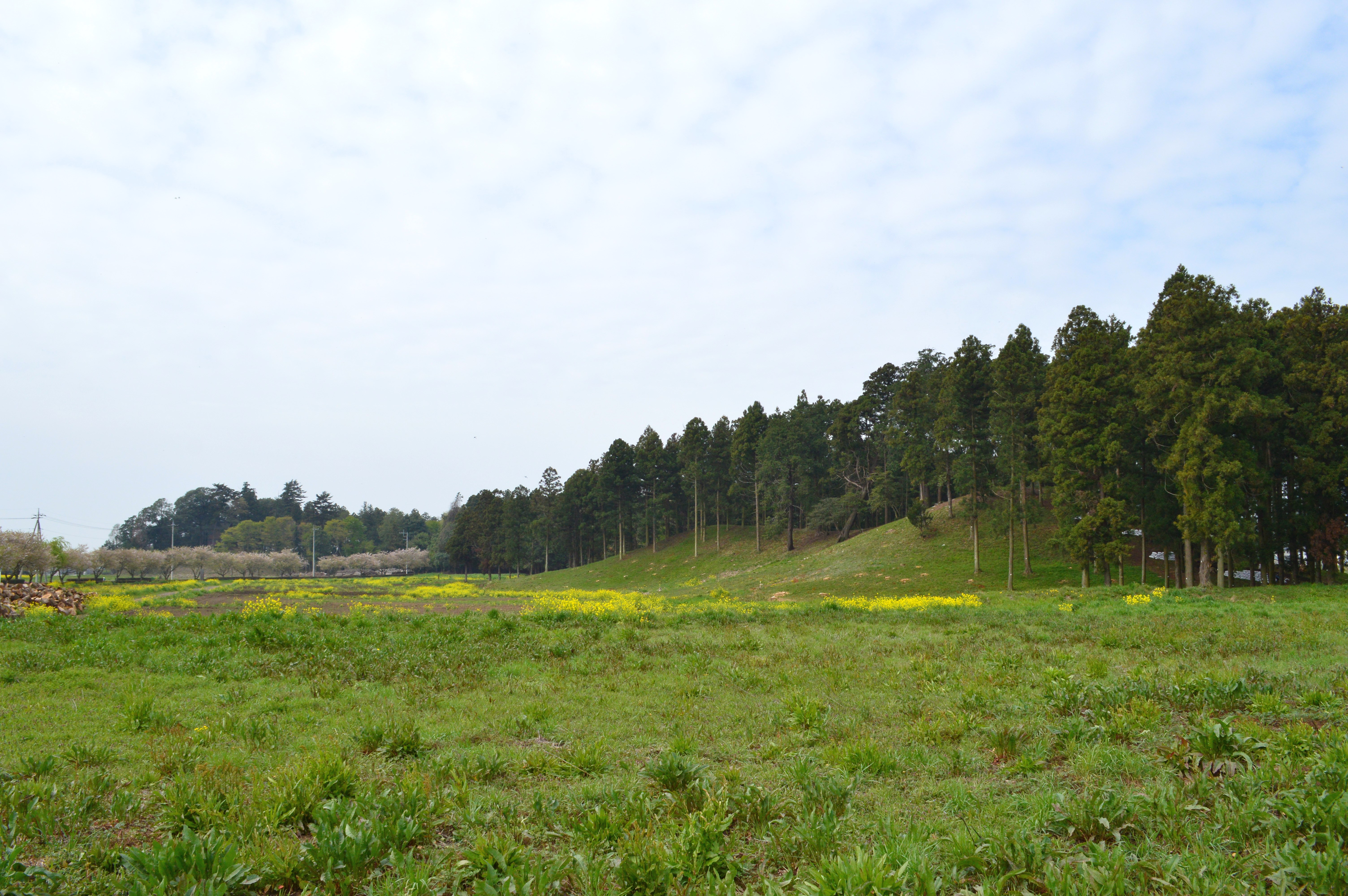
琵琶塚古墳（右手前）と摩利支天塚古墳（左後方）

思川・姿川間の台地上には6世紀から7世紀にかけて多数の大規模古墳が築造されており、これらは当地の歴代在地首長墓とされる。主な古墳には次のものがある。
- 琵琶塚古墳 （栃木県小山市大字飯塚、北緯36度22分30.88秒 東経139度48分25.67秒）
6世紀始めの築造、墳丘長123メートルで県内第2位[8]。
- 吾妻古墳 （栃木県栃木市大光寺町吾妻・下都賀郡壬生町藤井吾妻原、北緯36度24分15.16秒 東経139度48分41.13秒）
6世紀後半の築造、墳丘長127.85メートルで県内第1位[9]。

なお、律令制下に入っても当地一帯は下毛野国（のち下野国）の中心部をなしており、付近には下野国府・下野国分寺が営まれた。

## 関連施設
- 国史跡 摩利支天塚・琵琶塚古墳資料館（小山市飯塚） - 摩利支天塚古墳の出土品等を保管・展示。

## 関連文献
（記事執筆に使用していない関連文献）
- 『環境整備事業に伴う摩利支天塚古墳発掘調査概報（小山市文化財調査報告書 第10集）』小山市教育委員会、1981年。
- 『摩利支天塚古墳 -環境整備事業に伴う確認調査報告書-（小山市文化財調査報告書 第14集）』小山市教育委員会、1983年。
- 『栃木県小山市 摩利支天塚古墳の測量・GPR調査（早稲田大学東アジア都城・シルクロード考古学研究所 デジタル調査概報 第1冊）』早稲田大学東アジア都城・シルクロード考古学研究所、2020年。 - リンクは奈良文化財研究所「全国遺跡報告総覧」。
- 『国史跡摩利支天塚古墳 - 史跡整備事業に伴う発掘調査概要報告1-（小山市文化財調査報告書 第106集）』栃木県小山市、2021年。